# جون توماس غلين
جون توماس غلين (بالإنجليزية: John Thomas Glenn)‏ هو سياسي أمريكي، ولد في 21 مارس 1844 في ماكدونو في الولايات المتحدة، وتوفي في 14 مارس 1899 في أتلانتا في الولايات المتحدة.